# Broda (zarost)

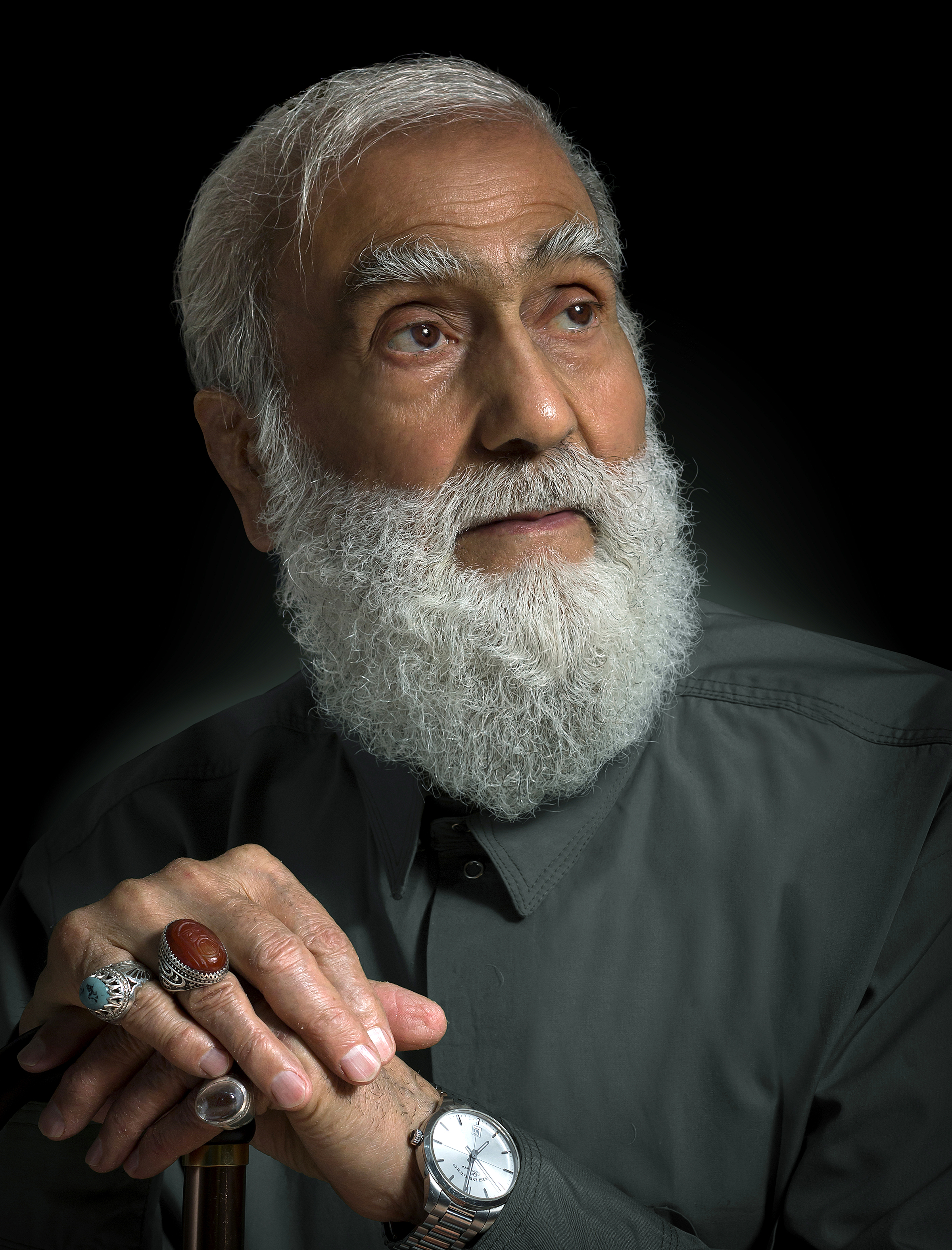
Mężczyzna z brodą

Broda – zarost na twarzy znajdujący się na dolnej części twarzy – brodzie, policzkach oraz nad ustami. Występuje głównie u mężczyzn (u kobiet w wyniku hirsutyzmu, którego możliwe przyczyny to m.in. zespół wielotorbielowatych jajników lub inne choroby endokrynologiczne). 

## Historia

### Świat starożytny i klasyczny
Cywilizacje Mezopotamskie (Sumerowie, Asyryjczycy, Babilończycy, Chaldejczycy i Medowie) przywiązywały dużą uwagę do swego zarostu. Barwiono i smarowano ją oliwą, za pomocą spinek, specjalnych szczypiec i lokówki tworzono skomplikowane wzory i loki. Perfumowano i obsypywano złotem.

#### Starożytny Egipt
W starożytnym Egipcie brody noszone były tylko przez najwyższych rangą mieszkańców. Często barwiono je lub traktowano henną na czerwono-brązowo, czasem przeplatano złotą nicią. Faraonowie nosili fałszywe brody z drewna lub metalu, doczepiane do podbródka, co było symbolem władzy najwyższej. Taką doczepianą brodę mocowano wstążką wokół głowy. zwyczaj ten istniał od około 3000 do 1580 p.n.e.

Jeśli brodę nosił mężczyzna klas niższych, to – według Dziejów Herodota – oznaczało to żałobę lub zwykłe niechlujstwo.

#### Starożytny Iran
Irańczycy lubowali się w długich brodach. Niemalże wszyscy władcy Persji posiadali brody.

#### Starożytne Indie
W starożytnych Indiach broda była symbolem mądrości i dostojeństwa (por. sadhu) i mogła być bardzo długa. Karą za rozwiązłość i cudzołóstwo było często publiczne ścięcie brody. O jej wadze świadczyło też to, że potrafiono ją również „dać pod zastaw” za długi.

#### Starożytna Grecja
Starożytni Grecy uważali brodę jako świadectwo i oznakę męskości i siły. Dlatego właśnie bóstwa z panteonu takie jak Zeus, były zawsze przedstawiane z bujną brodą. Przeciwieństwem była młodość i niedoświadczenie, czyli na przykład Hermes czy Apollo. Golono się tylko podczas żałoby, choć i w tym przypadku często po prostu nie przycinano brody. W Sparcie karano tchórzy goląc ich brody. Od najwcześniejszych czasów golenie części zarostu nad ustami było częstą praktyką.

#### Starożytna Macedonia

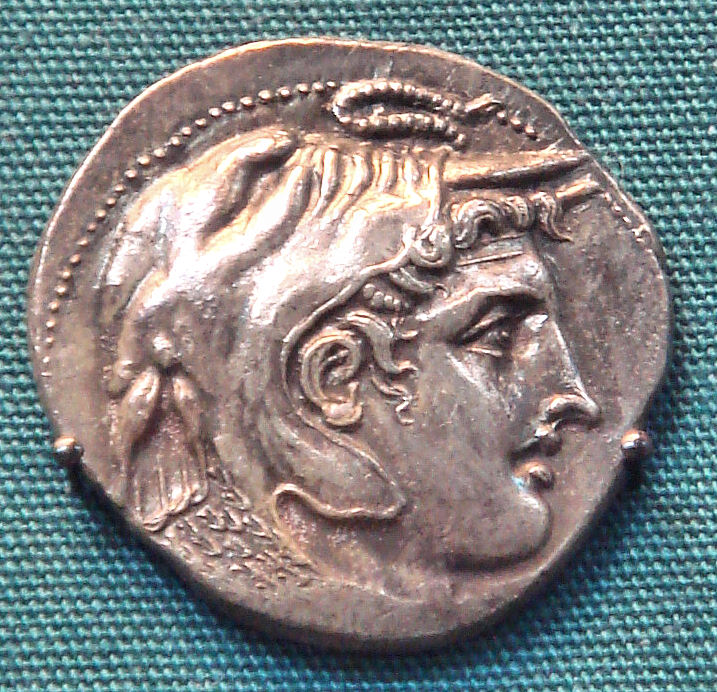
Moneta przedstawiająca gładko ogolonego Aleksandra Wielkiego.

Zwyczaj gładkiego golenia twarzy wprowadzono za czasów Aleksandra Wielkiego o czym można przeczytać w dziełach Chryzypa. Jednym z rzekomych powodów tej praktyki jest obawa wielkiego wodza przed chwytaniem przez wrogów podczas walki długiej brody i wykorzystywanie tego manewru do zabicia żołnierza. Większość filozofów oparła się tej modzie, uznając brodę jako symbol swojej profesji. Wyjątkiem był Arystoteles, który brodę zgolił. Stąd zrodziło się przysłowie – „broda nie czyni filozofem” (łac. Barba non facit philosophum).

#### Starożytny Rzym
W początkach Republiki Rzymskiej najprawdopodobniej wcale się nie golono. Pliniusz Starszy opisał, że dopiero P. Tycyniusz jako pierwszy sprowadził golibrodę do Rzymu około 299 p.n.e. Scypion był pierwszym znanym rzymianinem, który golił swą brodę. Moda ta szybko zdobyła uznanie i wkrótce większość Rzymian chodziła gładko ogolona. Miało to dobitnie rozróżniać Rzymian od Greków. Tu również długa broda stała się symbolem niechlujstwa i nędzy.

Dopiero w drugim stuleciu naszej ery cesarz Hadrian (według Kasjusza Diona), był pierwszym władcą z brodą. Według Plutarcha zapuścił ją by ukryć swoje blizny. Dodatkowo w tym okresie wróciła fascynacja kulturą grecką, w tym modą na długie brody. Moda ta trwała do czasów panowania cesarza Konstantyna.

### Średniowiecze
W Średniowieczu, broda u rycerza była oznaką męstwa i honoru. Trzymanie lub pociągnięcie kogoś za brodę było traktowane jako poważne przestępstwo, które domagało się satysfakcji.
Podczas gdy większość z ówczesnych królów i szlachetnie urodzonych nosiło brodę, kapłani przeważnie chodzili gładko ogoleni, co miało być symbolem celibatu i czystości.

## Broda we współczesnej kulturze
Brody są w licznych kulturach uznawane za atrybut dodający mężczyźnie powagi, np. w kulturze islamu. Są też noszone, zgodnie z nakazami tradycji, przez duchowieństwo Kościołów prawosławnych i innych Kościołów wschodnich. Noszenie brody jest też obowiązkowe wśród Amiszów, ortodoksyjnych żydów, imamów oraz duchownych islamskich. Brodacze bywają głównym tematem obrazów, w takich dziełach, jak np. Głowa starca z siwą brodą Jana Matejki.

## Najdłuższa broda świata

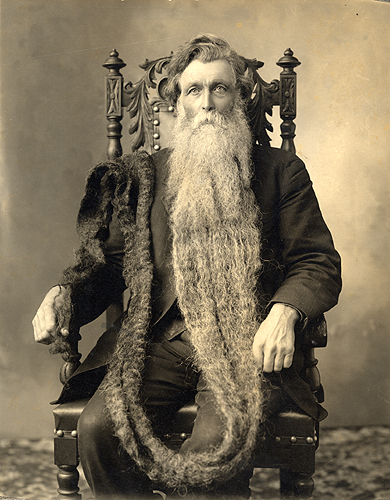
Hans Langseth

Właścicielem najdłuższej w historii brody był Norweg Hans Langseth. Jego broda miała długość 5 m 33 cm. Hans Langseth zmarł w 1927 roku w USA, a od 1967 roku jego broda znajduje się w Smithsonian Institution.